# Paracenobiopelma gerecormophilum
Paracenobiopelma gerecormophilum là một loài nhện trong họ Barychelidae. Loài này phân bố ờ Brasil.